# 이와미 은광

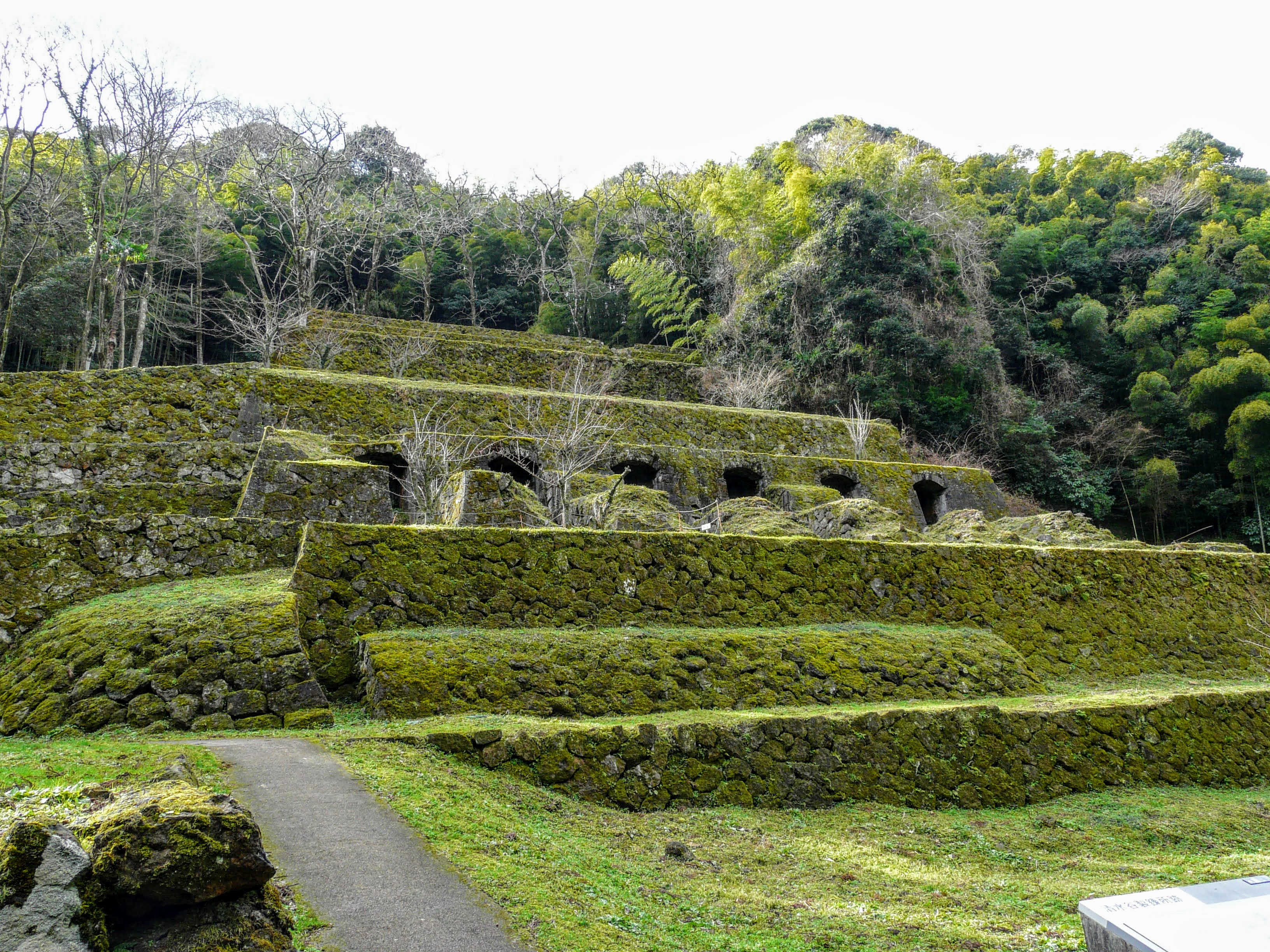
시미즈다니의 정련소 터

이와미 은광(일본어: 石見銀山 이와미긴잔[*])은 예부터 은을 채굴하였던 광산으로 센고쿠 시대 후기부터 에도 시대 전기에는 대규모의 은광이었다. 광맥은 이와미 국 동부로 현재 시마네현의 오다시 오모리를 중심으로 니마 정과 유노쓰 정 지역까지 분포되어 있다. 일본을 대표하는 광산유적으로 1969년 국가 사적으로 지정되었고, 2007년 유네스코 세계유산으로 등록되었다. 같은해 일본의 지질백선에 선정되었다.

## 개발
《긴잔규키(銀山旧記)》 등에는 가마쿠라 시대 말기 엔쿄년간 (1308년 ~ 1310년)에 스오의 오우치 히로유키가 이와미를 방문했을 때 은을 발견했다는 이야기가 기록돼 있다. 오늘날의 이와미 은광을 본격적으로 개발한 사람은 하카타의 상인 가미야 히사사다라고 한다.《石見銀峯山清水寺天地院縁起》에 따르면, 바다로부터 산이 빛나고 있는 것을 본 히사사다는 영주 오우치 요시오키의 지원과 이즈모의 동광산을 운영하는 미시마 세이에몬의 협력을 얻어 1526년 3월 긴푸 산의 산허리에서 지하의 은을 채굴했다. 요시오키 사후, 오우치 요시타카가 규슈 공략에 눈을 돌린 1530년 지방의 소영주 오가사와라 나가타카가 은광을 탈취하였지만, 3년후 다시금 오우치 가문에 귀속되었다. 주변에 야마부키 성을 쌓아 광산 경영의 거점으로 삼았다. 이 해 8월 조선의 은 제련기술인 회취법을 가미야 히사사다가 오모리에서 처음 성공하였다. 그 결과 효율적 은의 채취가 가능하였고, 전국으로 퍼져 일본에 있어 은 채취에 크게 공헌하였다. 회취법이 확립되기 전에는 니마 정, 유노쓰 정에서 광석을 채굴하여 은을 채취하였다.

## 은광 쟁탈
1537년 이즈모의 아마고 쓰네히사가 이와미를 공격하여 은광을 빼앗았다. 2년후 오우치 가문이 탈환했지만, 그 2년후 아마고 가문이 오가사와라 가문을 이용해 다시금 은광을 점령했다. 은광을 둘러싼 양가문의 쟁탈전이 계속되었다. 오우치 요시타카 사후, 모리 모토나리가 오우치 가문의 뒤를 이어 아마고 가문간의 은광 쟁탈전이 전개되었고, 1562년 최종적으로 모리 가문이 승리해 은광을 완전히 손안에 넣었다. 1584년 모리 가문이 도요토미 히데요시에 복속해 은광은 모리 가문과 도요토미 가문이 공동으로 관리하게 되었으며, 임진왜란 때의 군자금은 여기서 충당되었다.

## 상업에서의 영향
이와미 은광이 개발되었을 시기는 일본 경제의 상업적 발전을 이룬 시기와 겹친다. 이 때문에, 정련가공된 은《조긴》은 기본적으로 통화로써 유통되었다. 16세기 후반부터 마카오를 거점으로 활동을 한 포르투갈과 17세기 초 네덜란드 동인도 회사를 거점으로 활동을 한 네덜란드와의 교역에도 사용되었다. 당시 여기서 산출된 은의 양은 전 세계의 1/3에 달해, 스페인의 식민지였던 현재 볼리비아 포토시의 세로 리코 은광과 더불어 은 산지로 널리 알려져 있다. 조긴은 칭량화폐로 사용되었기 때문에 원형이 남아있는 것은 극히 드물다.
번성하였을 시기에는 당시 지도에도 기재되어 있다. 항해술의 발전과 더불어 서유럽의 왕들, 특히 스페인 국왕은 이슬람권으로부터 입수한 지도가 많았고, 이들 토대로 독자적인 지도를 만들었다. 이 지도를 가진 함선들이 인도, 말레이 반도, 중국, 일본으로 무역장을 넓혀 이와미 은광에서 산출된 은을 요구하였다.
은광을 손에 넣은 무장 가문인 오우치 가문, 아마고 가문, 모리 가문, 도요토미 가문은 적극적으로 이들 해외 여러 나라와 무역을 하였으며, 그 수입품 안에는 당시 귀중품이었던 화승총도 포함되었을 가능성이 높다.
덧붙여, 영국 함선과 네덜란드 함선은 이와미에서 산출된 은을 《소마 은》이라고 불렀다고 전해지지만, 이것은 은광이 있는 오모리 지구의 옛 이름이 사마(佐摩)에서 유래된 것이다.

## 막부 직할령
세키가하라 전투 후, 도쿠가와 이에야스는 이와미의 에노 강의 동쪽 지역을 막부직할령으로 삼았고, 초대 은광 관리인으로 오쿠보 나가야스를 임명했다. 나가야스는 광산경영자로 야스하라 덴베를 두어 이와미 은광 개발에 박차를 가했다. 이에야스는 막대한 은을 토대로 해외무역을 하였다. 은광개발의 비용, 자재를 충당하기 위해 주변의 마을을 직할령으로 삼아 오모리에 행정집행소인 부교쇼를 설치했다. 야스하라 덴베가 가마야 갱도를 발견함에 따라 17세기초의 은 산출량은 최고조에 다다르게 되었다. 《当代記》(당대기)에 따르면, 1602년 상납된 은은 4 ~ 5천관에 달했다고 적고있다. 그 후, 은산출량은 점차 감소하였고, 1675년 은광 집행소의 관직인 오모리 다이칸의 지위를 낮추었다.
당초 산출된 은은 현재 오다시의 니마정과 유노쓰정으로부터 배로 반출되었다. 겨울이면 동해쪽의 계절풍이 강해 항해에 어려움이 많았기 때문에 오쿠보 나가야스는 오모리로부터 오노미치까지 가기 위해 주고쿠 산지를 넘어 세토 내해에 다다르는 육로를 정비하였고, 오노미치로부터 교토 후시미의 긴자(銀座)로 운송하였다. 이들 육로가 지나는 길의 각 마을의 주민들은 노역을 제공하여야 했기 때문에 큰 부담이 되었다. 경우에 따라서 소송과 쟁의가 일어났지만, 이 수송은 막부 말기까지 계속되었다.
1731년 오오카 다다스케의 천거에 따란 임명된 제19대 다이칸 이도 마사아키라는 60세의 고령과 임기 2년과 상관없이 영민으로부터 "이모 다이칸"로서 공경받았으며, 현재 시마네현뿐만 아니라, 돗토리현, 히로시마현에서도 그의 공덕을 기리는 많은 공덕비가 건립되어 있다. 그 공적은 교호 대기근으로 고통받는 영민을 위해 사쓰마번으로부터 고구마를 도입하여 보급하였고, 기근이 있을 때는 자신의 재산과 유복한 농민으로부터 쌀을 샀고, 막부의 허락을 받지 않은 채 다이칸의 미곡창고를 열어 곡식을 풀었고, 영민들의 연공을 면제 감면해 주었다.
이와미 은광은 에도 시대 전기에도 일본의 팽대한 은수요를 지탱하였고, 동도 산출했지만, 17세기말이 되자 점차 산출량이 줄어들어 에도 말기에는 깊게 파지 않으면 은이 산출되지 않을 정도로 되었으며, 지하수 누수문제도 있어 채산성이 떨어졌다.
1866년 음력 6월 제2차 조슈 전쟁에서 막부는 이와미 국에 기슈번, 빈고 후쿠야마 번, 하마다 번, 마쓰에번의 병사를 보냈지만, 조슈 군의 무라다 조로쿠(후의 오무라 마스지로) 부대를 저지하지 못했고, 음력 7월 하마다 성이 함락되었다. 이렇게 되자, 조슈 군의 이와미 은광 영지로의 진격을 예상한 이와미 은광의 오모리 다이칸 나베타 세이켄은 음력 7월 20일 밤, 빗추 국 구라시키로 도주하였다. 이로써 이와미 은광의 막부지배는 막을 내리게 되었다.
이후, 옛 이와미 은광 영지는 조슈 번에서 관리하였고, 1868년 음력 1월 이와미 은광의 영지가 막부로부터 조슈 번에 위탁된 후, 1869년 음력 2월 오모리 현이 설치되어 조슈 번에 의한 관리는 막을 내렸다.

## 메이지 시대 이후
이와미 은광 경영은 1868년 다이조칸(太政官)에서 공포한 법령에 따라 민간에 매각되어 다나카 요시타로가 경영권을 취득하였다. 하지만, 1872년 하마다 지진의 피해로 휴광하였다. 그 후, 1887년부터 오사카시의 후지타구미(현 도와 홀딩스 주식회사)에 의해 재개발을 시도하여, 채광시설, 사무소 등을 오모리로부터 고지 계곡으로 이전하였지만, 1923년 휴광하였다. 그 후, 중일 전쟁, 태평양 전쟁 중, 군수물자로 필요한 구리의 국산화 요구에 따라 1941년 구리 채광을 시도해오지만, 1943년 수해로 갱도가 수몰되는 큰 피해를 입어 폐광되었다. 광업권은 도와 홀링스 주식회사가 보유하고 있다.
현재 은광 채굴을 위해 판 “마부(間歩)”라고 불리는 갱도 500여개가 남아있고, 류겐지 마부(龍源寺間歩)의 일부가 일반에 공개되고 있다.

## 부산물
- 이와미 은광에서 은이 채굴될 때 비소가 함유된 비석이 채석되지 않았지만, 같은 이와미 국에 위치해 있는 사사가다니 은광에서 구리가 채굴될 때 비석도 함께 채석되었다. 비석은 맹독성 비소화합물인 삼산화 비소를 다량 함유하고 있어 잘게 갈아 살서제로 사용하였다. 이 살서제 판매상들은 전국적으로 인지도가 있는 이와미 은광의 이름을 사용해 판매하였다.
- 금은의 정련공정에는 회취법 기술이 사용되었고, 정련공정에서 나오는 납 증기를 흡입한 광부들은 급성 또는 만성 납중독에 걸렸다. 또, 갱도내의 출수, 고온다습, 슬래그와 분진 등의 열악한 환경도 한몫하여 당시 광부의 평균 연령은 30세 정도였다. 광부들의 가족구성은 대개 독신이거나 부부뿐이었다고 전해진다.
- 1977년 작가 스기모토 소노코가 집필한 소설 《종언》은 이와미 은광의 다이칸이었던 이도 마사아키라라는 인물을 재재로 사용하였다.

## 세계유산

### 시, 현, 국가의 문화재 지정과 보호
이와미 은광에 있는 역사적 건조물과 남아있는 구조물들은 시, 현, 국가가 문화재로 지정 보호하고 있다. 1967년 이와미 은광은 《오모리 은광 유적》 이름으로 시마네 현 문화재로 지정되었고, 1969년 《이와미 은광 유적》 이름으로 국가 문화재로 지정되었다. 더욱이 1987년 오모리 지구의 시가지는 광산촌으로 중요 전통적 건조물군 보호지구로 선정되었고, 2004년에는 은의 적출항이었던 유노쓰 지구의 시가지의 항만촌, 온천촌으로 중요 전통적 건조물군 보호지구로 선정되었다.

### 세계유산으로 등록되기까지
일본정부는 “동서문명교류에 영향을 준 자연과 조화로운 문화적 경관을 형성한 세계에 유례가 없는 광산”으로써 《이와미 은광유적과 문화적 경관》이라는 명칭으로 세계유산등록에 박차를 가하였다. 2001년 세계유산등록의 전제가 되는 잠정목록에 이와미 은광을 게재하였고, 2006년 1월 유네스코 세계유산위원회에 추천서를 제출하였다.
2007년 5월 각국에서 추천된 세계유산등록후보를 검토한 유네스코 자문기관인 국제 기념물유적회의(ICOMOS)에서 이와미 은광은 현저한 보편적 가치에서의 측면이 불충분하다는 이유로 등록연기를 권고하였다. 이에 일본정부와 시마네 현에서는 세계유산 등록이 어렵다고 판단하였지만, 유네스코 정부대표부에서 위원회구성국의 대사와 전문가에게 등록연기에 대한 권고문에 반론으로 110페이지에 달하는 영문의 보충정보를 송달하는 등, 이와미 은광의 등록 당위성을 적극 피력하였다.
결과, 6월 28일 세계유산위원회의 심의에 의해 세계유산으로의 등록이 만장일치로 결정되었다. 일본의 세계유산 중 산업유산으로는 처음으로 등록되었다.
이와미 은광의 등록에 매진한 유네스코 정부대표부의 곤도 세이이치 대사는 2007년 9월 8일 시마네현 오다시에서 열린 심포지엄에서 은광주변의 자연이 등록된 경위를 밝혔다. 곤도 세이이치는 국제기념물유적회의의 등록연기권고를 받고, 각국 정부대표 등에게 이와미 은광의 산림에서 벌목된 부분만큼 나무를 심은 점 등, 자연을 고려한 역사를 적극 설명하였다. 이 점이 정부대표들의 좋은 반응을 일으켰다고 한다.

### 등록대상
일본명은 시마네 현 교육청 문화재과 세계유산등록추진실의 공식사이트 표기이며, 영문표기와 숫자는 유네스코 세계유산 센터의 세계유산등록명과 세계유산등록 ID이다.
은광유적과 광산마을
- 은광 책내; 銀山柵内 (Ginzan Sakunouchi, 1246-001a)
- 관아 터; 代官所跡 (Daikansho Site, 1246-001b)
- 야타키 성터; 矢滝城跡 (Yataki-jô Site, 1246-001c)
- 야하주 성터; 矢筈城跡 (Yahazu-jô Site, 1246-001d)
- 이와미 성터; 石見城跡 (Iwami-jô Site, 1246-001e)
- 오모리 은광; 大森銀山伝統的重要建造物群保存地区 (Ômori-Ginzan, 1246-001f)
- 미야노마에 지구; 宮ノ前地区 (Miyanomae, 1246-001g)
- 구마가이 가문 주택; 重要文化財 熊谷家住宅 (House of the Kumagai Family, 1246-001h)
- 나한사 오백나한; 羅漢寺五百羅漢 (Rakan-ji Gohyakurakan, 1246-001i)
- 사히메야마 신사; 佐毘売山神社

이와미 은광 가도
- 도모가우라도; 鞆ヶ浦道 (Iwami Ginzan Kaidô Tomogauradô, 1246-002a)
- 유노쓰 오키도마리도; 温泉津沖泊道 (Iwami Ginzan Kaidô Yunotsu-Okidomaridô, 1246-002b)

항구와 항구마을
- 도모가우라; 鞆ヶ浦 (Tomogaura, 1246-003a)
- 오키도마리; 沖泊 (Okidomari, 1246-003b)
- 유노쓰; 温泉津伝統的重要建造物群保存地区 (Yunotsu, 1246-003c)

### 등록기준
이와미 은광의 등록 요건은 등록기준 2항, 3항, 5항에 해당된다.
- (2) 일정한 시간에 걸쳐 혹은 세계의 한 문화권내에서 건축, 기념물조각, 정원 및 조경디자인, 관련예 술 또는 인간정주 등의 결과로서 일어난 발전사항들에 상당한 영향력을 행사한 것.
- (3) 독특하거나 지극히 희귀하거나 혹은 아주 오래된 것.
- (5) 중요하고 전통적인 건축양식, 건설방식 또는 인간주거의 특징적인사례로서 자연에 의해 파괴되기 쉽거나 역행할 수 없는 사회·문화적 혹은 경제적 변혁의 영향으로 상처받기 쉬운 것.

## 같이 보기
- 일본의 세계유산
- 아시아의 세계유산
- 중요 전통적 건조물군 보존지구
- 센닌쓰보
- 이와미 은광 처형장
- 도지조
- 우메시소마키
- 쓰시마 은광
- 사도 금광
- 쓰루시 은광
- 이쿠노 은광
- 일본의 지질 100선